# Alida Sammers
Alida Sammers (geboren um 1647; gestorben nach 1678) war eine niederländische Schauspielerin.

## Leben
Alida Sammers wurde um 1647 geboren. Ihre Eltern stammten vermutlich aus den südlichen Niederlanden, möglicherweise aus Antwerpen. Sie hatte einen Bruder, den Schauspielers Jacob Sammers (1632/1633–vor 1689). Jacob heiratete 1660 Aeltje Willems und stammte laut seiner Heiratsurkunde aus Antwerpen. Es gibt auch die Vermutung, dass Alida Jacobs Frau war, davon ist jedoch nicht auszugehen.
Alida Sammers wurde 1668 für das recht hohe Honorar von 5 Gulden je Aufführung von der Stadsschouwburg Amsterdam engagiert. Gleichzeitig wurde auch Jacob Sammers engagiert, für ein Aufführungshonorar von 7 Gulden, „das höchste Aufführungshonorar, das damals am Amsterdamer Theater gezahlt wurde“. Diese Honorarhöhen weisen darauf hin, dass Alida und Jacob Sammers zu der Zeit bereits erfahrene und geachtete Schauspieler waren. Gleichzeitig wurde auch Maria Sammers (geb. ca. 1647) für 1,5 Gulden unter Vertrag genommen. Sie war vermutlich ihre Schwester, möglicherweise ihre Zwillingsschwester. Maria soll bis 1672 aufgetreten sein.
Mit dem Schauspieler Floris Groen verlobte sich Alida Sammers am 11. Januar 1669. Er war zu der Zeit ebenfalls mit dem Amsterdamer Theater verbunden. Einen Tag später reichte Maria Bensems beim Zivilgericht von Amsterdam Klage gegen Floris Groen wegen Bruch des Eheversprechens ein, das ihr gegeben worden war. Bereits am 26. Januar verfügten die Stadträte, dass die Verkündigung der Verlobung von Alida Sammers und Floris Groen ausgesetzt werden müsse, und zwei Wochen später lehnten sie die Verlobung ab. Letztendlich beantragte Alida Sammers am 24. August erfolgreich beim Gericht die Ablehnung ihrer Versprechen gegenüber Groen. Die geplante Ehe wurde „annulliert“. Es ist möglich, dass Sammers und Groen das Theater noch in diesem Jahr verließen.
Alida spielte in der Saison 1677/78 in Amsterdam. Den Theaterberichten zufolge erhielt sie im Mai 1678 noch 5 Gulden pro Stück, aus unbekannten Gründen wurde dieser Betrag jedoch am 10. September, zu Beginn der nächsten Spielsaison, halbiert. In den 1680er Jahren hatte Jacob Sammers eine eigene Kompanie, mit der er im Ausland auftrat. Es ist nicht bekannt, ob Alida Sammers zu dieser Gruppe gehörte. Es ist auch nicht bekannt, wo und wann sie starb.